# Letitia Elizabeth Landon
Letitia Elizabeth Landon (ur. 14 sierpnia 1802, zm. 15 października 1838) – angielska pisarka i poetka epoki romantyzmu. Była autorką, a później redaktorką Literary Gazette. Swoje utwory podpisywała zwykle inicjałami L.E.L. Do jej najbardziej znanych utworów należy 
monolog The Improvisatrice (Improwizatorka) i cykl oparty na motywach biblijnych The Easter Gift (Wielkanocny dar).